# Hala Nysa
Hala Nysa – hala widowiskowo-sportowa w Nysie, w Polsce. Została otwarta 29 grudnia 2017 roku. Może pomieścić 2500 widzów. Swoje spotkania rozgrywają na niej siatkarze klubu Stal AZS PWSZ Nysa.
Budowa hali rozpoczęła się 16 października 2015 roku, a jej otwarcie miało miejsce 29 grudnia 2017 roku. Obiekt powstał tuż obok stadionu Polonii Nysa, na terenie boiska bocznego (w 2018 roku w zamian obok wybudowano nowe boisko treningowe ze sztuczną nawierzchnią) i kortów tenisowych. Koszt budowy wyniósł 23 mln zł, z czego 10 mln wyniosło dofinansowanie z Ministerstwa Sportu. Hala może pomieścić 2500 widzów przy wydarzeniach sportowych i 3300 widzów przy wydarzeniach rozrywkowo-kulturalnych. Na obiekcie swoje spotkania rozgrywają siatkarze klubu Stal AZS PWSZ Nysa, którzy przed otwarciem nowej areny występowali na hali przy ulicy Głuchołaskiej.